# رینگ ورلد
رینگ ورلد (به انگلیسی: Ringworld) داستان علمی تخیلی دهه ۷۰ میلادی و نوشته لری نیون است که برنده جایزه‌ای متعددی از جمله جایزه نبولا در ۱۹۷۰ و جایزه هوگو و جایزه لوکس در سال ۱۹۷۱ شد و منبع الهام بسیاری از فیلم‌ها و داستان‌ها و کتاب‌های علمی تخیلی قرار گرفت.
- oclc: 28071649

## داستان

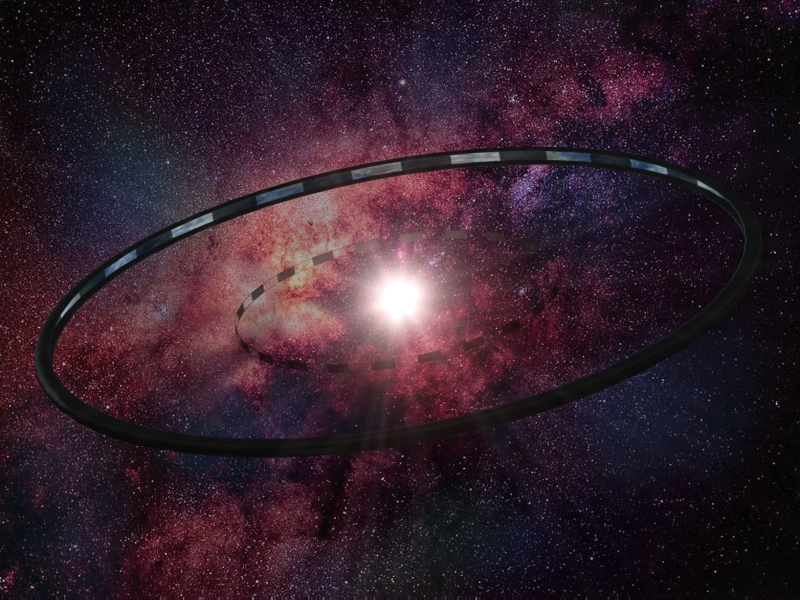
رینگ ورلد

سال ۲۸۵۰ میلادی است و لوییس وو، فردی ثروتمند و ماجراجوست که هرچند ده سال یکبار با فضاپیمای شخصی‌اش برای تمدد اعصاب و دوری از دیگر انسان‌ها به فضای میان‌ستاره‌ای می‌رود. او در دویستمین سالروز تولدش با ملاقات یک پوپتیر سورپرایز می‌شود. پوپتیرها بیگانگانی ترسو و محتاط اما با تکنولوژی بسیار فراتر از انسان‌ها هستند که روزگاری شرکای تجاری بشر بودند اما دویست سال پیش در تصمیمی ناگهانی تصمیم به مهاجرت از کهکشان راه شیری گرفتند. این موجود که خود را نسوس می‌نامد به او پیشنهاد شرکت در یک ماموریت سری چهارنفره را می‌دهد که در صورت موفقیت در آن، دستمزد خدمه‌اش، سفینه بسیار پیشرفته‌ای است که قرار است بخشی از ماموریت با آن انجام شود؛ سفینه‌ای که می‌تواند یک سال نوری را در حدود یک دقیقه طی کند (برخلاف پیشرفته‌ترین سفینه انسان‌ها که این مسافت را در سه روز طی می‌کند).
چهار خدمه این سفینه عبارتند از لوییس و یکی از دوستانش، نسوس و یک کزینتی. کزینتی گونه‌ای موجود خشن است که نزدیک دویست سال با انسان‌ها در جنگ بوده‌اند و سرانجام نزدیک به ۱۵۰ سال پیش با تلفات بسیار شکست خوردند. مقصد ماموریت، جسمی است ناشناخته، به شکل یک حلقه که در مرکز آن ستاره‌ای می‌درخشد. این جسم بیش از ۲۰۰ سال نوری از زمین فاصله دارد و گروه با نزدیک شدن به آن می‌فهمد که سطح داخلی حلقه (که بیش از سیصد میلیون برابر سطح کره زمین مساحت دارد) هوای قابل تنفس دارد و از کوه‌ها، دریاچه‌ها، اقیانوس‌ها و جنگل‌های بسیار پوشیده شده و پس از اینکه نمی‌توانند با روش‌های شناخته‌شده با کسی ارتباط برقرار کنند به سمت فضای داخلی حلقه حرکت می‌کنند و بر اثر حمله سیستم دفاعی حلقه، در آن سقوط می‌کنند‌‌. داستان درباره تلاش‌های این گروه است که سعی می‌کنند زنده بمانند و دوباره از حلقه خارج شده و به فضای شناخته‌شده و سیاره‌های خود برگردند. گروه در طول این ماموریت رازهایی را درباره یکدیگر می‌فهمند که باعث می‌شود بیش از پیش به هم بی‌اعتماد شوند.